# Hunter McIntyre
Hunter McIntyre is een Amerikaanse sporter die bekend staat om zijn prestaties in Hyrox, Obstacle Course Racing (OCR), en CrossFit. Hij wordt beschouwd als een van de sterkste Hyrox-sporters en heeft verschillende records en titels op zijn naam staan, waaronder wereldkampioenschappen.

## Carrière
Hunter McIntyre begon zijn carrière in de sport als een Obstacle Course Racing (OCR) deelnemer, waar hij al snel furore maakte met overwinningen in races zoals Spartan Race en Tough Mudder. Hij werd door velen beschouwd als een van de beste sporters in deze discipline.
Later stapte hij over naar CrossFit en maakte hij zijn debuut op de CrossFit Games, waar hij bekendstond om zijn buitengewone uithoudingsvermogen en kracht. Zijn indrukwekkende prestaties leidden tot een natuurlijke overstap naar Hyrox, een sport die perfect zijn vaardigheden combineert in kracht en cardio.

### Hyrox prestaties
- Wereldkampioen Hyrox (2020): Hunter McIntyre won het wereldkampioenschap in 2020 en vestigde toen ook het wereldrecord voor de snelste tijd in een Hyrox-race.[1]
- Hyrox Wereldrecord (2021): McIntyre brak in 2021 opnieuw zijn eigen wereldrecord met een tijd van 55:09, waarmee hij de grens doorbrak voor wat mogelijk wordt geacht in de sport.[2].
- Hyrox Chicago (2023): In 2023 won hij de pro-divisie in Chicago met een tijd van 57:32, waarmee hij zijn dominantie in de Verenigde Staten voortzette.[3]

## Obstacle Course Racing
Voor zijn Hyrox-carrière was McIntyre vooral bekend in de Obstacle Course Racing (OCR)-wereld. Hij won meerdere Spartan Races en Tough Mudders en stond bekend om zijn onverschrokken aanpak van zware parcoursen.

## Persoonlijk leven
Hunter McIntyre is niet alleen een sporter, maar ook een ondernemer. Hij runt zijn eigen fitnessprogramma's en organiseert trainingskampen voor sporters die hun prestaties willen verbeteren. Hij deelt zijn kennis en ervaring via verschillende sociale mediakanalen en podcasts.